# Ammoniumdiuranat
Ammoniumdiuranat (ADU) ist eine chemische Verbindung aus Stickstoff, Wasserstoff, Uran und Sauerstoff. Es entsteht zusammen mit Natriumdiuranat bei der Produktion von Yellowcake. Formal lässt sich ADU durch die Summenformel (NH4)2U2O7 charakterisieren. Tatsächlich werden verschiedene Spezies unterschiedlicher Zusammensetzung gefunden, für die sich die allgemeine Formel [m UO3 · 2n NH3 · 2(m–n) H2O] · p H2O formulieren lässt.

## Darstellung
Ammoniumdiuranat wird aus Uranylsulfat-Lösung durch Zusatz von wässriger Ammoniaklösung gefällt:
Diese Reaktion kann in der Analytischen Chemie auch als Nachweis für Uran(VI)-Verbindungen verwendet werden.

## Verwendung

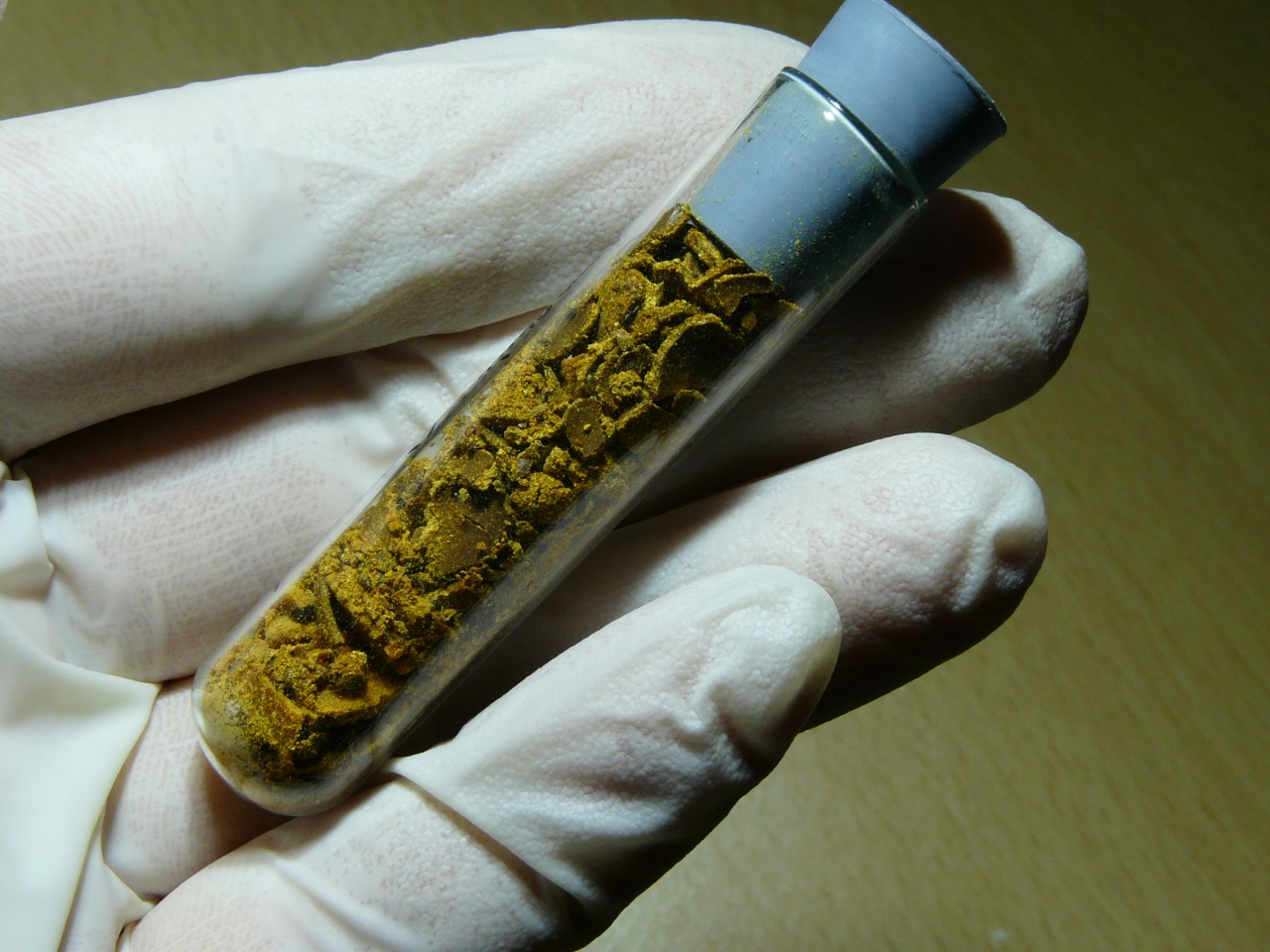
Ammoniumdiuranat

Das durch obige Reaktion gewonnene Ammoniumdiuranat (technisch auch Yellowcake genannt) wird verglüht, um daraus Triuranoctoxid zu gewinnen. Diese Reaktion verläuft über mehrere Zwischenstufen; zunächst wird ein Teil des Kristallwassers sowie Ammoniak abgespalten, bevor die UO3-Einheiten dehydratisiert werden und schließlich Sauerstoff abgespalten wird. Formal lautet die Gesamtgleichung:
Das Triuranoctoxid wird im weiteren Prozess der Uranherstellung mit Salpetersäure umgesetzt. Dadurch entsteht Uranylnitrat, aus dem reines Urantrioxid isoliert werden kann. Dieses wird mit Wasserstoff zu Urandioxid reduziert. Bringt man Urandioxid mit Flusssäure und Fluor zur Reaktion, entsteht Uranhexafluorid, aus welchem schließlich durch Reduktion mittels Calcium oder Magnesium reines Uran gewonnen wird.